# Wojciech Stpiczyński
Wojciech Stpiczyński (ur. 23 kwietnia 1896 w Warszawie, zm. 26 sierpnia 1936 w Paryżu) – polski polityk, redaktor i publicysta okresu międzywojennego, jeden z najbardziej radykalnych zwolenników Józefa Piłsudskiego, poseł na Sejm IV kadencji, członek Polskiej Organizacji Wojskowej, porucznik piechoty Wojska Polskiego, członek loży wolnomularskiej „Prawda” w Warszawie w czasach II Rzeczypospolitej.

## Życiorys

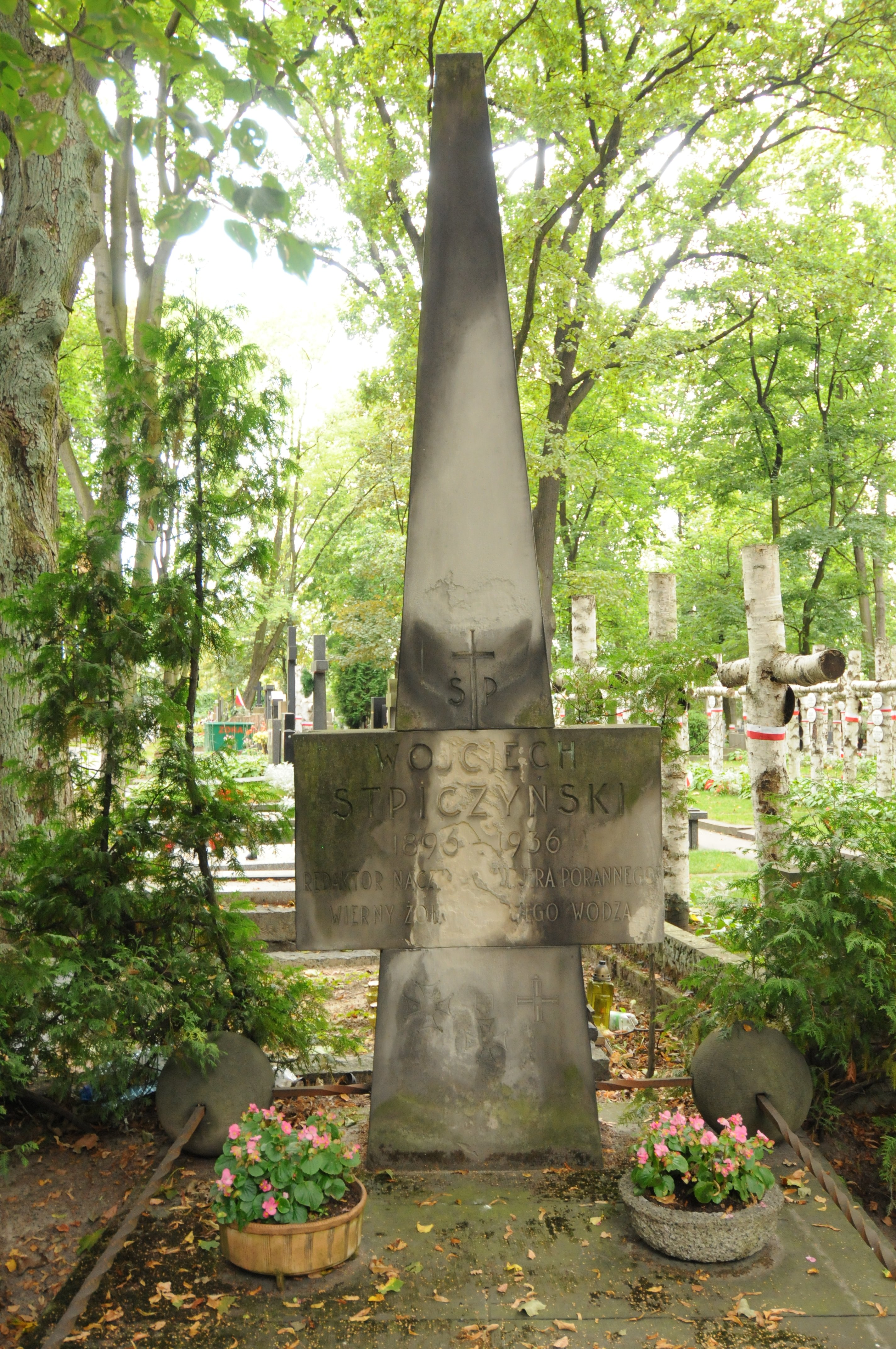
Nagrobek Wojciecha Stpiczyńskiego na Cmentarzu Wojskowym na Powązkach w Warszawie

Był synem Edmunda, urzędnika kolejowego, w okresie II RP pracownika Ministerstwa Komunikacji, i Stanisławy ze Skoworońskich. Ukończył Gimnazjum Mariana Rychłowskiego w Warszawie (1913), w którym należał do drużyny skautowej im. Romualda Traugutta kierowanej przez Stefana Pomarańskiego (od 1929 1 Warszawska Drużyna Harcerska im. Romualda Traugutta „Czarna Jedynka”). W młodości od 1911 był członkiem Organizacji Młodzieży Niepodległościowej „Zarzewie”, od 1915 Polskiej Organizacji Wojskowej, stanął na czele akademickiego ruchu niepodległościowego. Podczas I wojny światowej 24 lipca 1917 aresztowany przez Niemców pod zarzutem planowania zamachu na gen. Beselera, do 1918 był osadzony w Twierdzy Modlin.
Po odzyskaniu przez Polskę niepodległości w listopadzie 1918 i wybuchu wojny polsko-ukraińskiej wraz z płk. Kazimierzem Sawickim był współorganizatorem Legii Akademickiej. Brał udział w obronie Lwowa, wyróżniając się odwagą. Został ranny pod Gródkiem Jagiellońskim. W styczniu 1920 POW powołała Stpliczyńskiego do zorganizowania tzw. III powstania śląskiego (był reprezentantem polskiego rządu przy dowództwie powstania). 16 lutego 1921 został zatwierdzony z dniem 1 kwietnia 1920 w stopniu porucznika, w piechocie, w grupie oficerów byłych Legionów Polskich. W 1934 w stopniu porucznika ze starszeństwem z 1 czerwca 1919 zajmował 1138. lokatę na liście oficerów pospolitego ruszenia piechoty. Pozostawał wówczas w ewidencji Powiatowej Komendy Uzupełnień Warszawa Miasto III. Posiadał przydział do Oficerskiej Kadry Okręgowej Nr I i był „przewidziany do użycia w czasie wojny”.
Stając się ideologiem Piłsudczyków, pod koniec 1921 założył tygodnik „Głos”, w 1923 przemianowany na „Głos Prawdy”, w 1926 przekształcony w dziennik, którego był redaktorem naczelnym do 1929. W okresie zamachu majowego z 1926 stanął po stronie Józefa Piłsudskiego, organizując wówczas kwaterę prasową i wykonując zadania zlecone. Przeprowadzał pierwsze wywiady prasowe udzielane przez Marszałka. W okresie 1931–1932 był prezesem Związku Strzeleckiego. Twórca określenia „sanacja”. Od listopada 1932 był redaktorem naczelnym „Kuriera Porannego”.
Po śmierci Piłsudskiego w 1935 został zatrudniony jako bliski doradca jego następcy, marszałka Edwarda Rydza-Śmigłego. W 1935 został wybrany posłem na Sejm IV kadencji.
Chorował na gruźlicę. Zmarł 26 sierpnia 1936 w Paryżu. 1 września 1936 został pochowany na Cmentarzu Wojskowym na Powązkach w Warszawie (kwatera A 20-prawe półkole-grób 11).

## Publikacje
- Pomorski Głos Prawdy (1927)
- Polska, która idzie (1929)[12]
- Głos prawdy: miraże pacyfizmu i duch epoki, groźne skrzywienia psychiki polskiej, u źródeł niedostatku, refleksy wewnętrznych zmagań w tragedji Piłsudskiego (1930)[13]
- Młodzieży – ciebie bałamucą (1930)[14]
- Krwawy, pracowity cud roku 1920[15]

## Ordery i odznaczenia
- Krzyż Srebrny Orderu Virtuti Militari
- Krzyż Komandorski Orderu Odrodzenia Polski (pośmiertnie, 31 sierpnia 1936)[16]
- Krzyż Niepodległości (22 grudnia 1931)[17]
- Krzyż Walecznych (dwukrotnie, 1921)[18]
- Złoty Wawrzyn Akademicki (5 listopada 1935)[19]
- Złota Odznaka Honorowa Ligi Obrony Powietrznej i Przeciwgazowej I stopnia[20]
- Order Korony Rumunii III Klasy[21]